# مارک اوکانل
مارک اوکانل (به انگلیسی: Mark O'Connell) نویسنده و روزنامه‌نگار ایرلندی است.